# Лінивка довгопала
Лінивка довгопала (Bucco macrodactylus) — вид дятлоподібних птахів родини лінивкових (Bucconidae).

## Поширення
Вид поширений в на північному заході Південної Америки. Трапляється в західній частині басейну Амазонки в Бразилії та Венесуелі, в Колумбії, Еквадорі, Перу, на півночі Болівії та в басейні річки Оріноко на сході Венесуели. Його природними середовищами існування є субтропічні та тропічні вологі низинні ліси та субтропічні або тропічні болота.

## Опис
Дрібний птах, завдовжки до 14 см, з кремезним тілом, великою головою та коротким хвостом. Верхня частина тіла коричнева, нижня ряба. Верхівка голови червонувато-коричнева. Від основи дзьоба через око проходить тонка біла смужка, а нижче неї товстіша чорна смуга. Потилиця та вушка яскраво-помаранчеві. Нижче має біло-чорний комір. Дзьоб чорний, міцний, товстий, із загнутим кінчиком і жовтими пір'ям навколо основи. Ноги чорні.

## Спосіб життя
Трапляється поодиноко у підліску густих лісів. Живиться членистоногими і дрібними хребетними. Гніздо облаштовує в термітниках на деревах або риє нору у ярах. Самиця відкладає 2-3 білі яйця.